# Сипаниця
Сипаниця (пол. Sypanica) — село в Польщі, у гміні Прабути Квідзинського повіту Поморського воєводства.
Населення — 228 осіб (2011).
У 1975-1998 роках село належало до Ельблонзького воєводства.

## Демографія
Демографічна структура станом на 31 березня 2011 року:
|          | Загалом | Допрацездатний вік | Працездатний вік | Постпрацездатний вік |
| -------- | ------- | ------------------ | ---------------- | -------------------- |
| Чоловіки | 119     | 29                 | 74               | 16                   |
| Жінки    | 109     | 22                 | 62               | 25                   |
| Разом    | 228     | 51                 | 136              | 41                   |